# Vipernatter

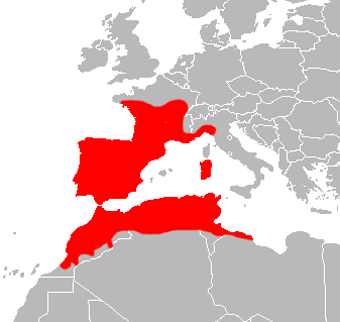
Verbreitungsgebiet der Vipernatter

Die Vipernatter (Natrix maura), auch Vipernnatter, ist eine ungiftige Schlangenart aus der Familie der Nattern (Colubridae), die in Südwesteuropa und Nordwestafrika beheimatet ist.

## Merkmale
Die Art wird 70 bis 90 (selten 100) Zentimeter lang, wobei die Männchen kleiner bleiben als die Weibchen. Der recht breite Kopf ist deutlich vom Rumpf abgesetzt, die Rückenschuppen sind kräftig gekielt. Der etwas untersetzte Körper ist von bräunlicher oder grauer Grundfärbung mit gelber, roter oder olivgrüner Tönung. Auf dem Rücken befinden sich meist zwei Reihen versetzt angeordneter dunkler Flecken, die zu Barren oder einem Zickzackstreifen verschmelzen können. Dadurch besteht eine Verwechslungsgefahr mit der Kreuzotter. Im Unterschied zu dieser hat die Vipernatter aber unter anderem runde Pupillen. An den Flanken befinden sich entweder einfache dunkle Flecken oder große Augenflecken mit einem hellen Zentrum. Manchmal verlaufen auch zwei schmale, helle (gelbe oder rötliche) Längsstreifen auf dem Rücken. Der Kopf ist oft kräftig gezeichnet, etwa mit ein oder zwei V-förmigen Zeichen, die durch einen Mittelfleck miteinander verbunden sein können. Markant sind auch helle Oberlippenschilder (Supralabialia), die dunkel gesäumt sind.
In Aussehen und Lebensweise sehr ähnlich ist die eng verwandte Würfelnatter, deren Verbreitungsgebiet sich aber nur in einem kleinen Bereich in Nordwestitalien mit dem der Vipernatter überschneidet.

## Verbreitung
Das Verbreitungsgebiet der Vipernatter umfasst die Iberische Halbinsel, die Balearen, Frankreich (mit Ausnahme der Bretagne, der Normandie, der Kanalküste und des Elsass), Teile der Schweiz (ausschließlich im Kanton Genf sowie an isolierten Fundorten im Kanton Waadt und Wallis), Nordwest-Italien, Sardinien, Korsika sowie Nordwestafrika. Die Population auf Mallorca ist auf Tiere aus dem südöstlichen Frankreich zurückzuführen, die vom Menschen eingeführt wurden.

## Lebensraum und Lebensweise
Die eng an aquatische Lebensräume gebundene Wassernatter ist an geeigneter Stelle und bei günstigem Wetter oft zu mehreren Exemplaren im Bereich von besonnten Bachkolken zu finden. Dort jagt sie Fische, Kaulquappen und Molchlarven. Sie stellt aber auch erwachsenen Amphibien nach, auf Sardinien zum Beispiel dem Sardischen Gebirgsmolch. Die gut schwimmende und tauchende Schlange nutzt die besonnten Ufer zur Thermoregulation. Sind Sonnplätze im Gewässerumfeld selten, klettert sie auch in die Gehölze der Ufervegetation.

## Gefährdung und Schutz
Gesetzlicher Schutzstatus (Auswahl)
- FFH-Richtlinie: nicht aufgeführt
- Bundesartenschutzverordnung (BArtSchV): Anlage 1
- Bundesnaturschutzgesetz (BNatSchG): besonders geschützt

Nationale Rote Liste-Einstufungen (Auswahl)
- Rote Liste der Schweiz: CR (vom Aussterben bedroht)[3]